# L'esule di Roma
L'esule di Roma (título original en italiano; en español, El exiliado de Roma) es un melodrama heroico (melodramma eroico) en dos actos con música de Gaetano Donizetti y libreto de Domenico Gilardoni. Se estrenó el 1 de enero de 1828 en el Teatro de San Carlos de Nápoles. Es la primera de tres óperas de Donizetti en las que el protagonista está cogido de la Antigüedad romana.